# Roberto Gasparroni
Roberto Gasparroni (Tolentino, 1º marzo 1944) è un ex calciatore italiano, di ruolo terzino.

## Carriera

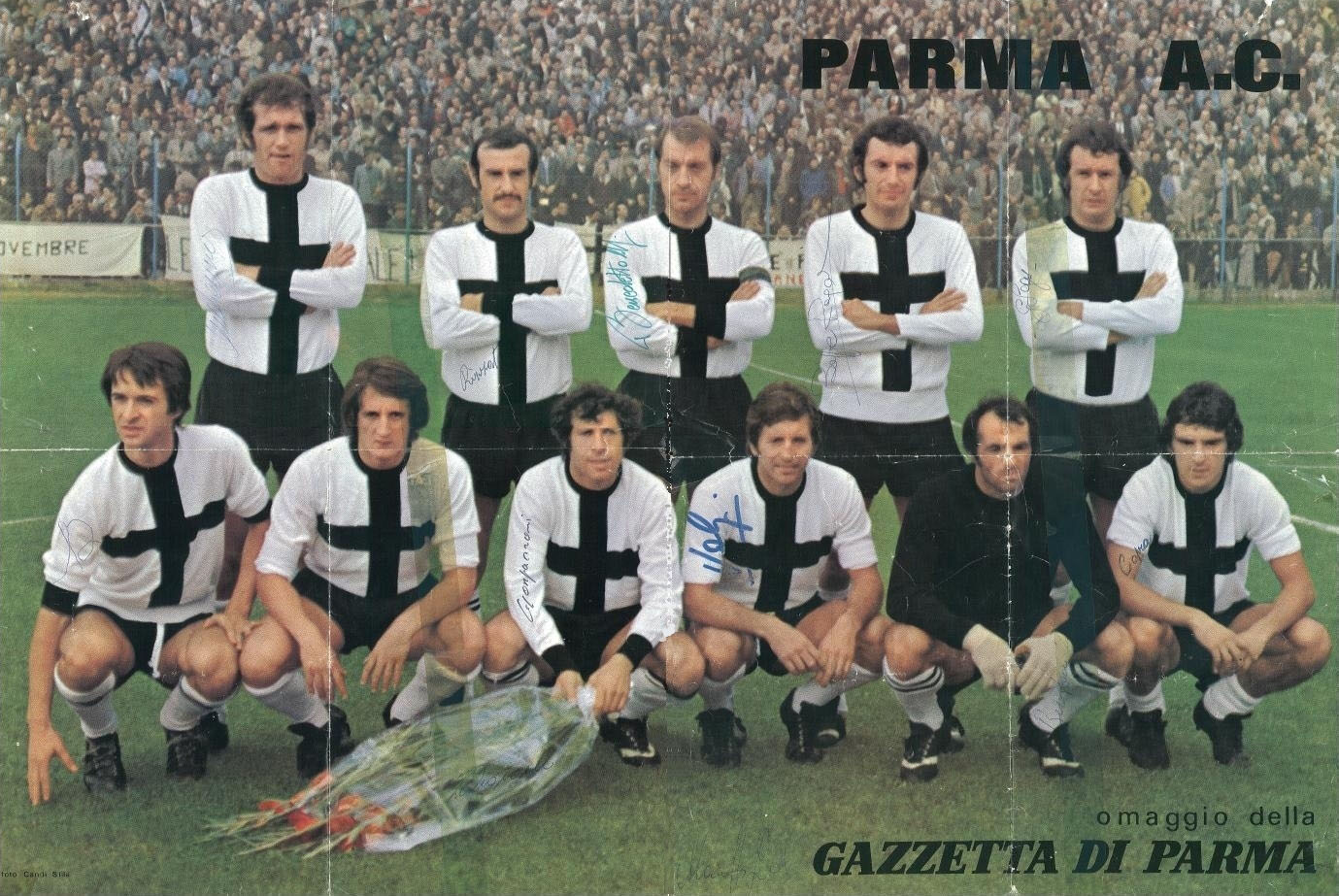
Gasparroni (accosciato, terzo da sinistra) nel Parma del 1973-1974

Originario di Civitanova Marche, dopo gli esordi nella Civitanovese legò il suo nome al Pisa con cui disputa nove stagioni (tre in Serie C, cinque in Serie B ed una in Serie A), partecipando al doppio salto dalla Serie C alla Serie A. Nella stagione 1968-1969 disputata dai toscani in massima serie e chiusa al penultimo posto, totalizza 29 presenze su 30 incontri.
Resta a Pisa anche dopo il ritorno dei nerazzurri in Serie C (stagione 1970-1971), quindi nel 1972 torna fra i cadetti per vestire la maglia del Catanzaro, appena retrocesso dalla Serie A. L'anno successivo passa quindi al neopromosso Parma che chiude il campionato di Serie B 1973-1974 con un quinto posto finale, per poi tornare a Pisa dove chiude la carriera.
Ha totalizzato complessivamente 29 presenze in Serie A e 191 presenze ed una rete in Serie B.
Vive in provincia di Pisa.

## Palmarès

### Competizioni nazionali
- Campionato italiano Serie C: 1

Pisa: 1964-1965 (girone B)